# Vigeois
Vigeois (Visoas en occitan) est une commune française située dans le département de la Corrèze en région Nouvelle-Aquitaine.

## Géographie

### Localisation
Les communes limitrophes sont Espartignac, Estivaux, Orgnac-sur-Vézère, Perpezac-le-Noir, Troche, Uzerche et Les Trois-Saints.

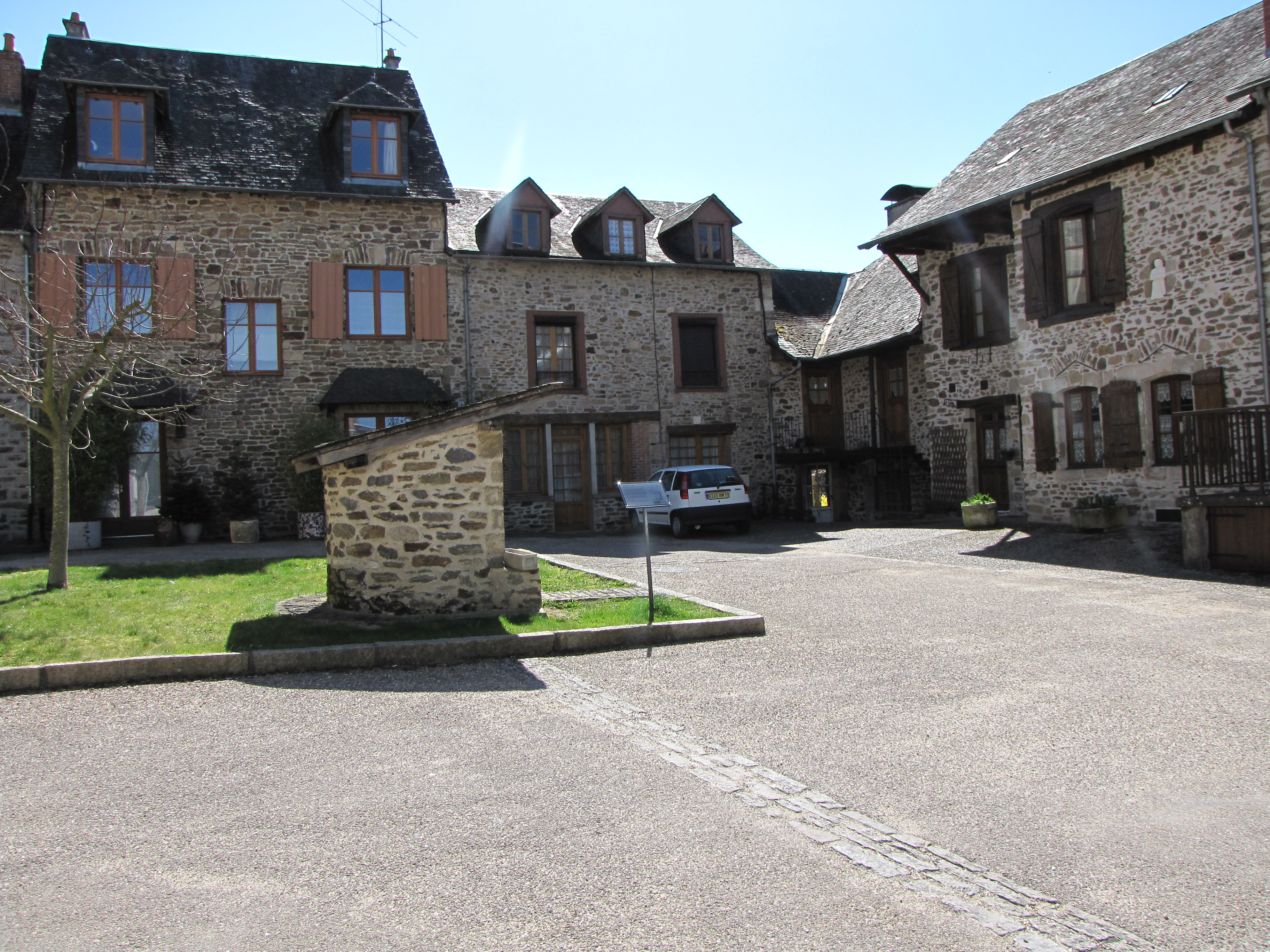
Puits dans le village.

Commune située  entre Uzerche et Allassac, sur la ligne des Aubrais - Orléans à Montauban-Ville-Bourbon. Elle est arrosée par la Vézère et ses deux affluents, le Brézou en rive gauche et la Loyre qui borde la commune à l'ouest, ainsi que par le ruisseau de Pont Lagorce, principal affluent du Brézou.
Accès par Autoroute A20 sortie no 45 et par le rail à la gare de Vigeois.

### Climat
Pour des articles plus généraux, voir Climat de la Nouvelle-Aquitaine et Climat de la Corrèze.
Historiquement, la commune est exposée à un climat océanique aquitain.  
En 2020, Météo-France publie une typologie des climats de la France métropolitaine dans laquelle la commune est dans une zone de transition entre le climat océanique altéré et le climat de montagne et est dans la région climatique  Ouest et nord-ouest du Massif Central, caractérisée par une pluviométrie annuelle de 900 à 1 500 mm, maximale en automne et en hiver.
Pour la période 1971-2000, la température annuelle moyenne est de 11,6 °C, avec  une amplitude thermique annuelle de 15,1 °C. Le cumul annuel moyen de précipitations est de 1 144 mm, avec 12,6 jours de précipitations en janvier et 7,8 jours en juillet. Pour la période 1991-2020, la température moyenne annuelle observée sur la station météorologique la plus proche, située sur la commune d'Uzerche à 6 km à vol d'oiseau, est de 12,1 °C et le cumul annuel moyen de précipitations est de 1 097,9 mm,. Pour l'avenir, les paramètres climatiques de la commune estimés pour 2050 selon différents scénarios d’émission de gaz à effet de serre sont consultables sur un site dédié publié par Météo-France en novembre 2022.

## Urbanisme

### Typologie
Au 1er janvier 2024, Vigeois est catégorisée commune rurale à habitat dispersé, selon la nouvelle grille communale de densité à 7 niveaux définie par l'Insee en 2022.
Elle est située hors unité urbaine. Par ailleurs la commune fait partie de l'aire d'attraction d'Uzerche, dont elle est une commune de la couronne,. Cette aire, qui regroupe 8 communes, est catégorisée dans les aires de moins de 50 000 habitants,.

### Occupation des sols
L'occupation des sols de la commune, telle qu'elle ressort de la base de données européenne d’occupation biophysique des sols Corine Land Cover (CLC), est marquée par l'importance des territoires agricoles (78 % en 2018), une proportion sensiblement équivalente à celle de 1990 (78,1 %). La répartition détaillée en 2018 est la suivante : 
prairies (40,4 %), zones agricoles hétérogènes (36,9 %), forêts (20,6 %), zones urbanisées (1,3 %), cultures permanentes (0,7 %), zones industrielles ou commerciales et réseaux de communication (0,1 %).
L'évolution de l’occupation des sols de la commune et de ses infrastructures peut être observée sur les différentes représentations cartographiques du territoire : la carte de Cassini (XVIIIe siècle), la carte d'état-major (1820-1866) et les cartes ou photos aériennes de l'IGN pour la période actuelle (1950 à aujourd'hui).

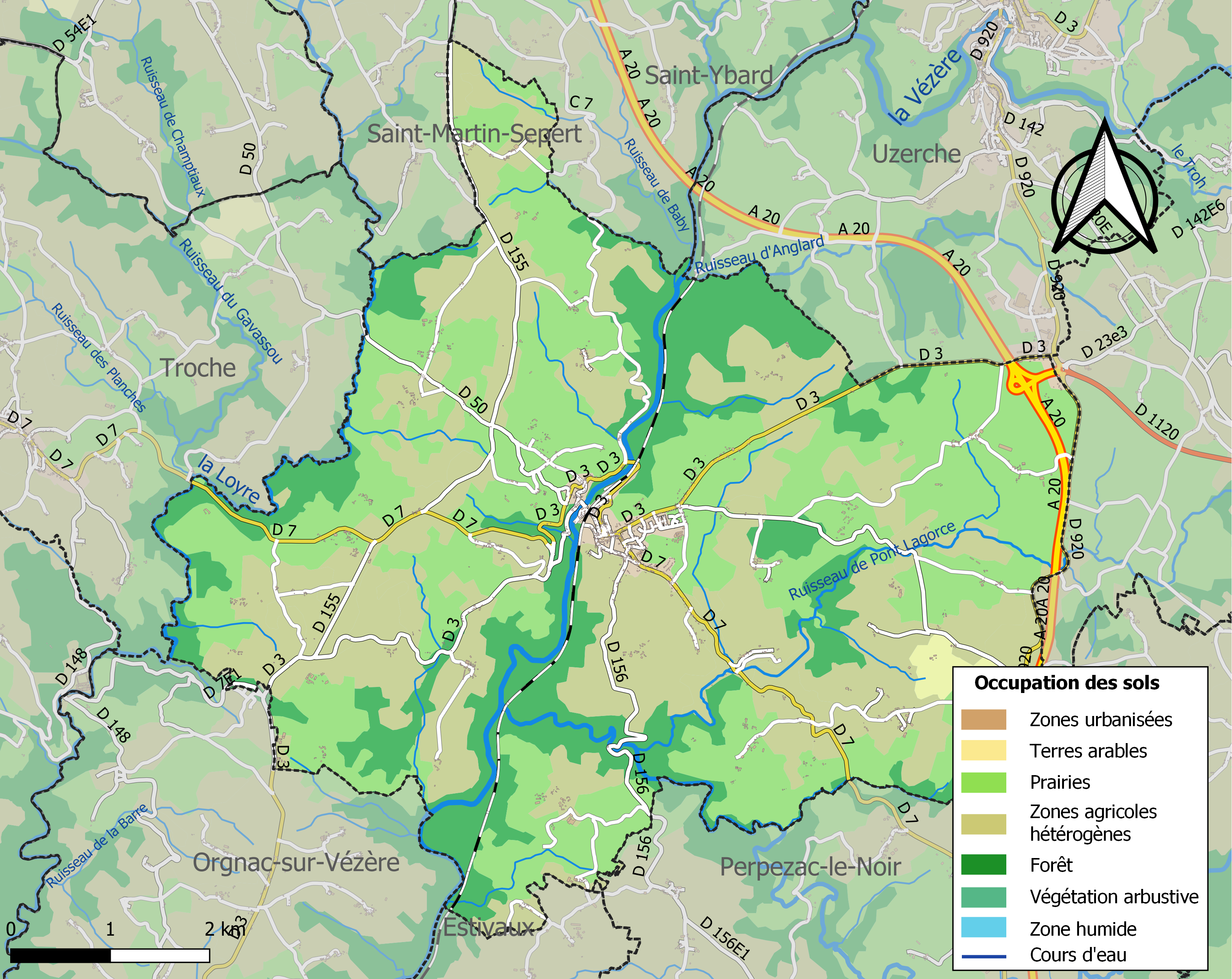
Carte des infrastructures et de l'occupation des sols de la commune en 2018 (CLC).

### Risques majeurs
Le territoire de la commune de Vigeois est vulnérable à différents aléas naturels : météorologiques (tempête, orage, neige, grand froid, canicule ou sécheresse), inondations, feux de forêts, mouvements de terrains et séisme (sismicité très faible). Il est également exposé à deux risques technologiques,  le transport de matières dangereuses et la rupture d'un barrage. Un site publié par le BRGM permet d'évaluer simplement et rapidement les risques d'un bien localisé soit par son adresse soit par le numéro de sa parcelle.

#### Risques naturels
Certaines parties du territoire communal sont susceptibles d’être affectées par le risque d’inondation par débordement de cours d'eau, notamment la Vézère, le Brézou et la Loyre. La commune a été reconnue en état de catastrophe naturelle au titre des dommages causés par les inondations et coulées de boue survenues en 1982, 1994 et 1999,. 

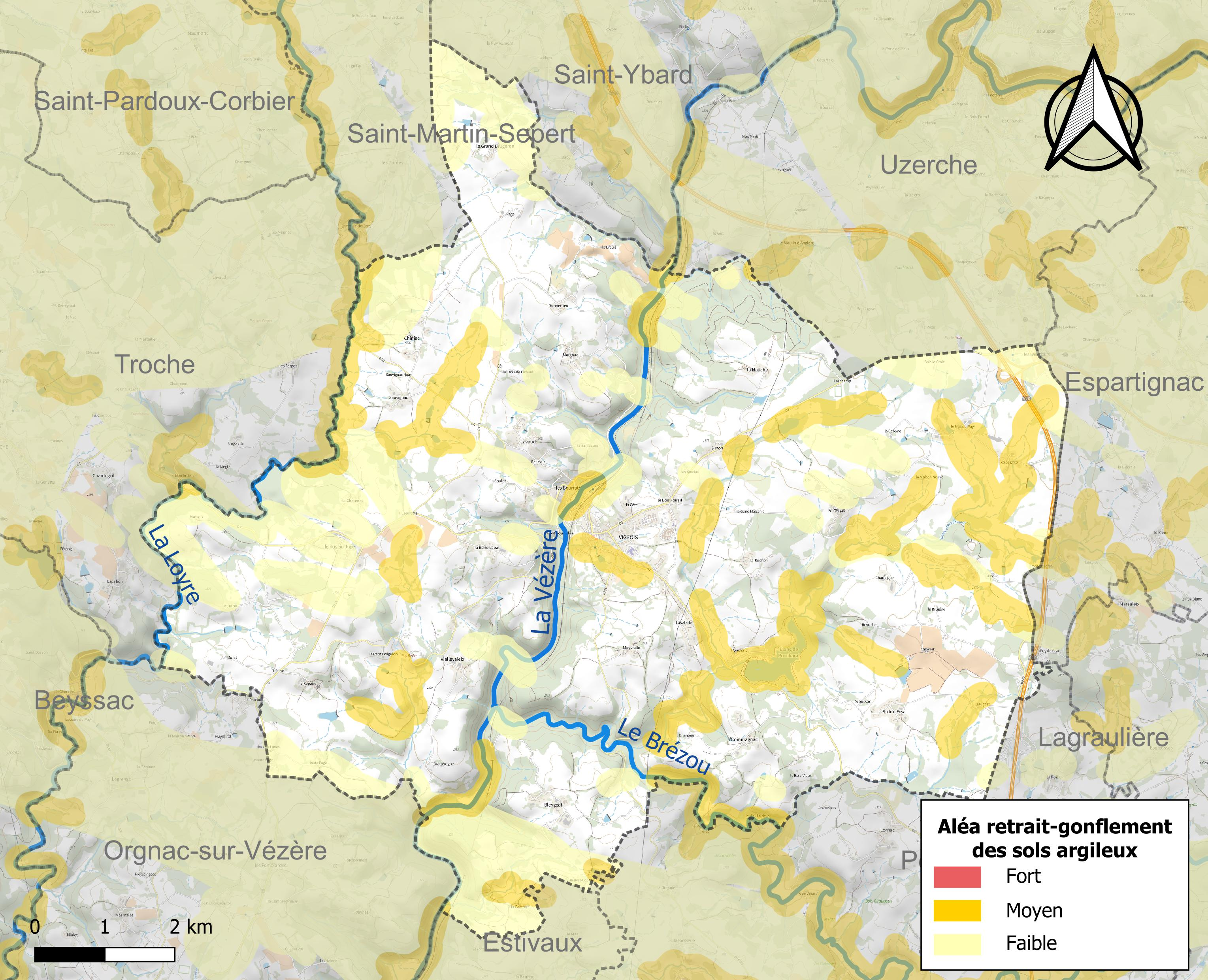
Carte des zones d'aléa retrait-gonflement des sols argileux de Vigeois.

La commune est vulnérable au risque de mouvements de terrains constitué principalement du retrait-gonflement des sols argileux. Cet aléa est susceptible d'engendrer des dommages importants aux bâtiments en cas d’alternance de périodes de sécheresse et de pluie. 17 % de la superficie communale est en aléa moyen ou fort (26,8 % au niveau départemental et 48,5 % au niveau national). Sur les 775 bâtiments dénombrés sur la commune en 2019,  174 sont en aléa moyen ou fort, soit 22 %, à comparer aux 36 % au niveau départemental et 54 % au niveau national. Une cartographie de l'exposition du territoire national au retrait gonflement des sols argileux est disponible sur le site du BRGM,.
Concernant les feux de forêt, aucun plan de prévention des risques incendie de forêt (PPRIF) n’a été établi en Corrèze, néanmoins le code de l’urbanisme impose la prise en compte des risques dans les documents d’urbanisme. Le périmètre des servitudes d'utilité publique et des zones d'obligation légale de débroussaillement pour les particuliers est quant à lui défini pour la commune dans une carte dédiée. 
Concernant les mouvements de terrains, la commune a été reconnue en état de catastrophe naturelle au titre des dommages causés par la sécheresse en 2019, par des mouvements de terrain en 1999 et par des glissements de terrain en 1994.

#### Risques technologiques
Le risque de transport de matières dangereuses sur la commune est lié à sa traversée par une route à fort trafic et une ligne de chemin de fer. Un accident se produisant sur de telles infrastructures est susceptible d’avoir des effets graves sur les biens, les personnes ou l'environnement, selon la nature du matériau transporté. Des dispositions d’urbanisme peuvent être préconisées en conséquence. 
La commune est en outre située en aval du barrage de Monceaux la Virolle, un ouvrage de classe A situé en Corrèze et disposant d'une retenue de 20,5 millions de mètres cubes. À ce titre elle est susceptible d’être touchée par l’onde de submersion consécutive à la rupture de cet ouvrage.

## Histoire
Vigeois a eu pour prieur Geoffroy du Breuil, plus connu sous le nom de Geoffroy de Vigeois. Ce dernier est resté célèbre pour avoir laissé une Chronique portant sur le Limousin médiéval et les premières Croisades.
Vigeois s'honore d'avoir accueilli le peintre et écrivain Henri Cueco (1929-2017). 
Pendant la Seconde Guerre mondiale, Louis Godefroy, participe à la mise sur pied de plans d'ensemble organisant des opérations sur Vigeois puis Donzenac.

## Politique et administration

### Politique environnementale
Dans son palmarès 2024, le Conseil national de villes et villages fleuris de France a attribué une fleur à la commune.

## Démographie
| 1793  | 1800  | 1806  | 1821  | 1831  | 1836  | 1841  | 1846  | 1851  |
| ----- | ----- | ----- | ----- | ----- | ----- | ----- | ----- | ----- |
| 2 093 | 2 041 | 2 101 | 2 349 | 2 504 | 2 537 | 2 508 | 2 388 | 2 518 |

| 1856  | 1861  | 1866  | 1872  | 1876  | 1881  | 1886  | 1891  | 1896  |
| ----- | ----- | ----- | ----- | ----- | ----- | ----- | ----- | ----- |
| 2 562 | 2 519 | 2 517 | 2 381 | 2 543 | 2 550 | 4 073 | 3 266 | 2 986 |

| 1901  | 1906  | 1911  | 1921  | 1926  | 1931  | 1936  | 1946  | 1954  |
| ----- | ----- | ----- | ----- | ----- | ----- | ----- | ----- | ----- |
| 2 835 | 2 798 | 2 559 | 2 333 | 2 373 | 2 280 | 2 018 | 2 041 | 1 715 |

| 1962  | 1968  | 1975  | 1982  | 1990  | 1999  | 2005  | 2006  | 2010  |
| ----- | ----- | ----- | ----- | ----- | ----- | ----- | ----- | ----- |
| 1 682 | 1 497 | 1 346 | 1 340 | 1 210 | 1 191 | 1 185 | 1 118 | 1 233 |

| 2015  | 2020  | 2022  | - | - | - | - | - | - |
| ----- | ----- | ----- | - | - | - | - | - | - |
| 1 214 | 1 285 | 1 295 | - | - | - | - | - | - |

## Lieux et monuments
- Pont médiéval sur la Vézère, dit « pont des Anglais »[31].
- Abbaye Saint-Pierre du Vigeois, abbatiale du XIIe siècle. L'église a été classée au titre des monuments historiques en 1886[32].
- Vieil if (1200 à 1500 ans), dans la cour de l'école communale, classifié arbre remarquable de France.
- Lac de Pontcharal.

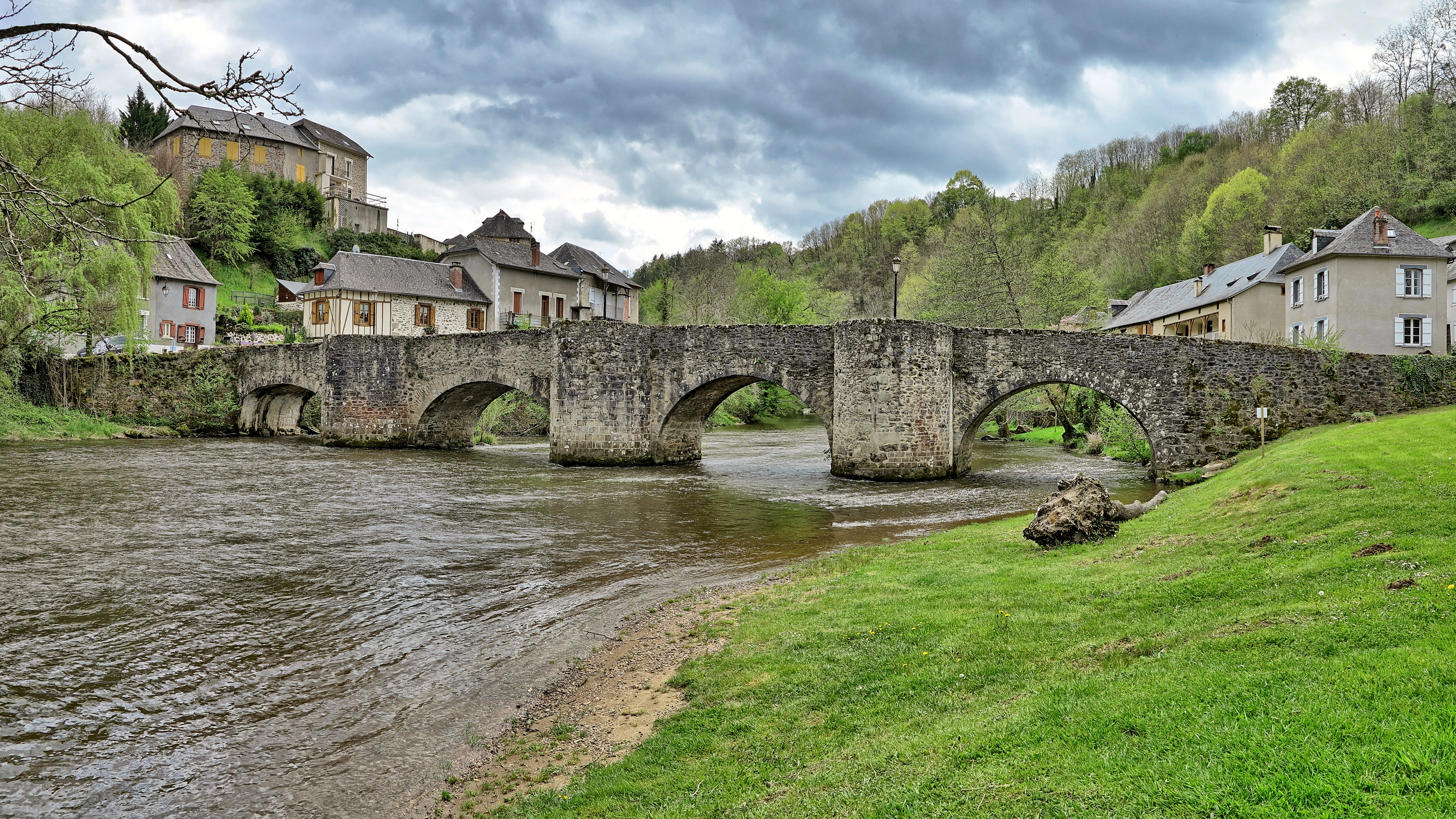
Vieux Pont sur la Vézère.
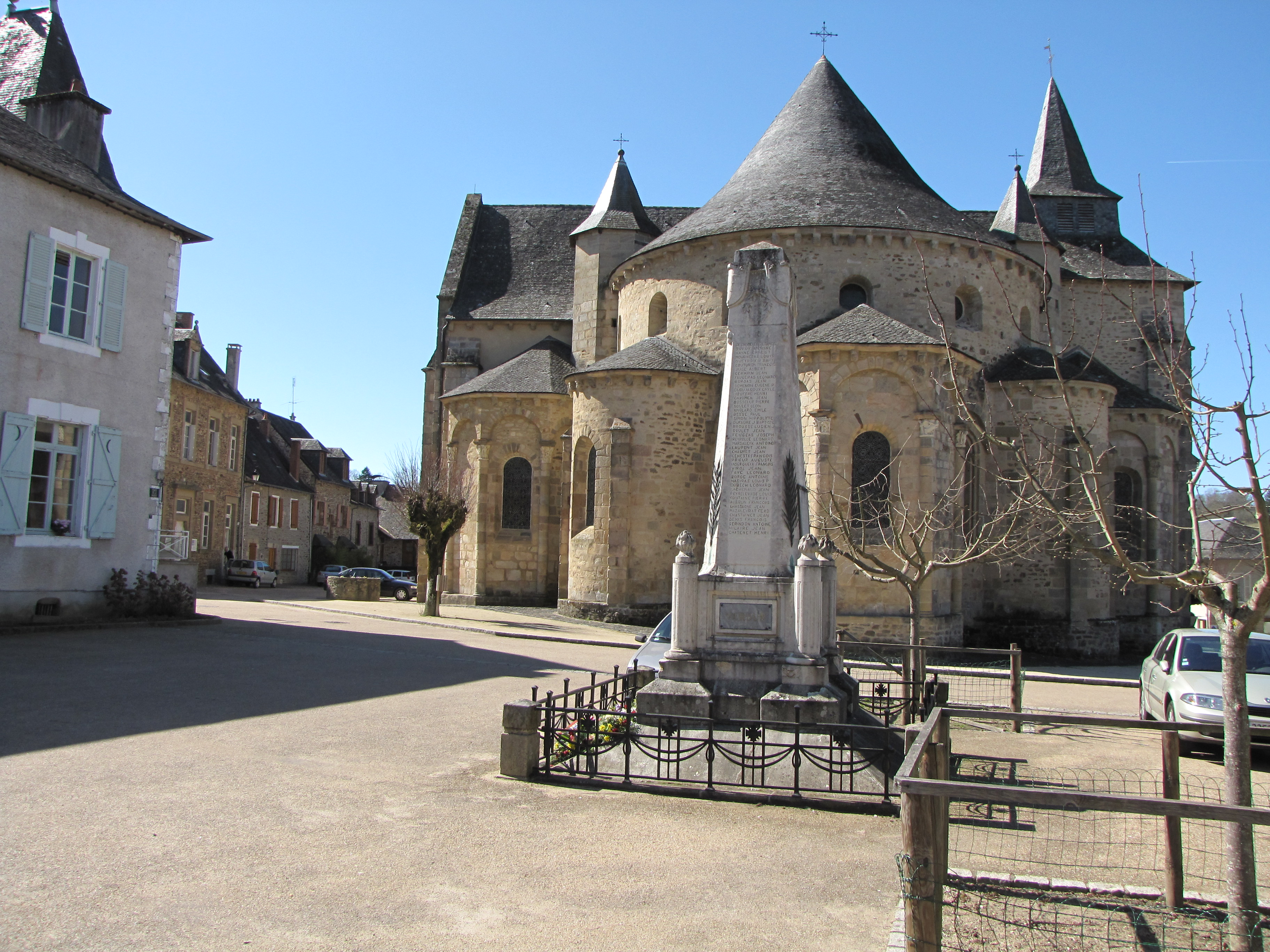
Monument aux morts et abbatiale.
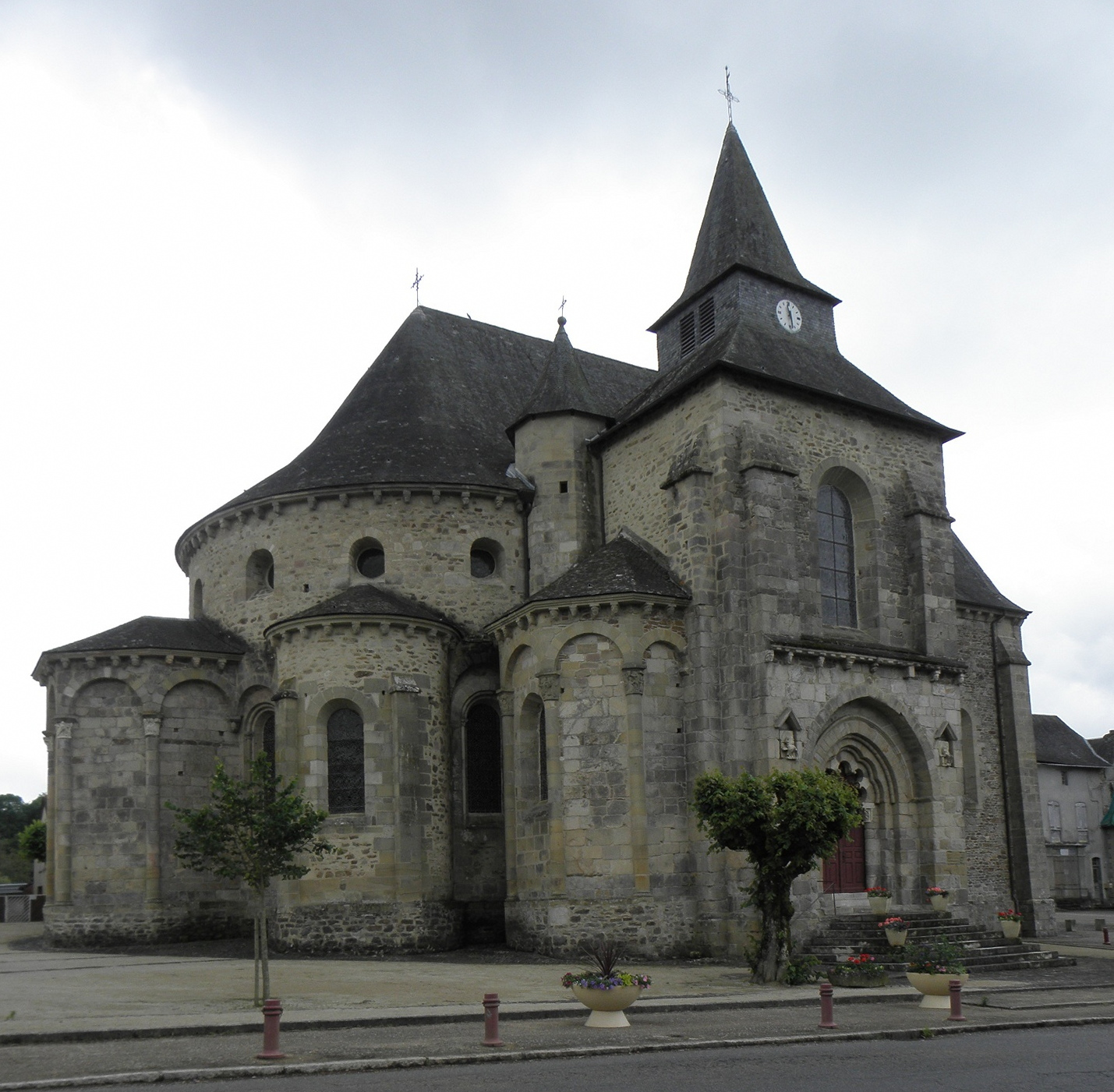
Abbatiale (Nord).
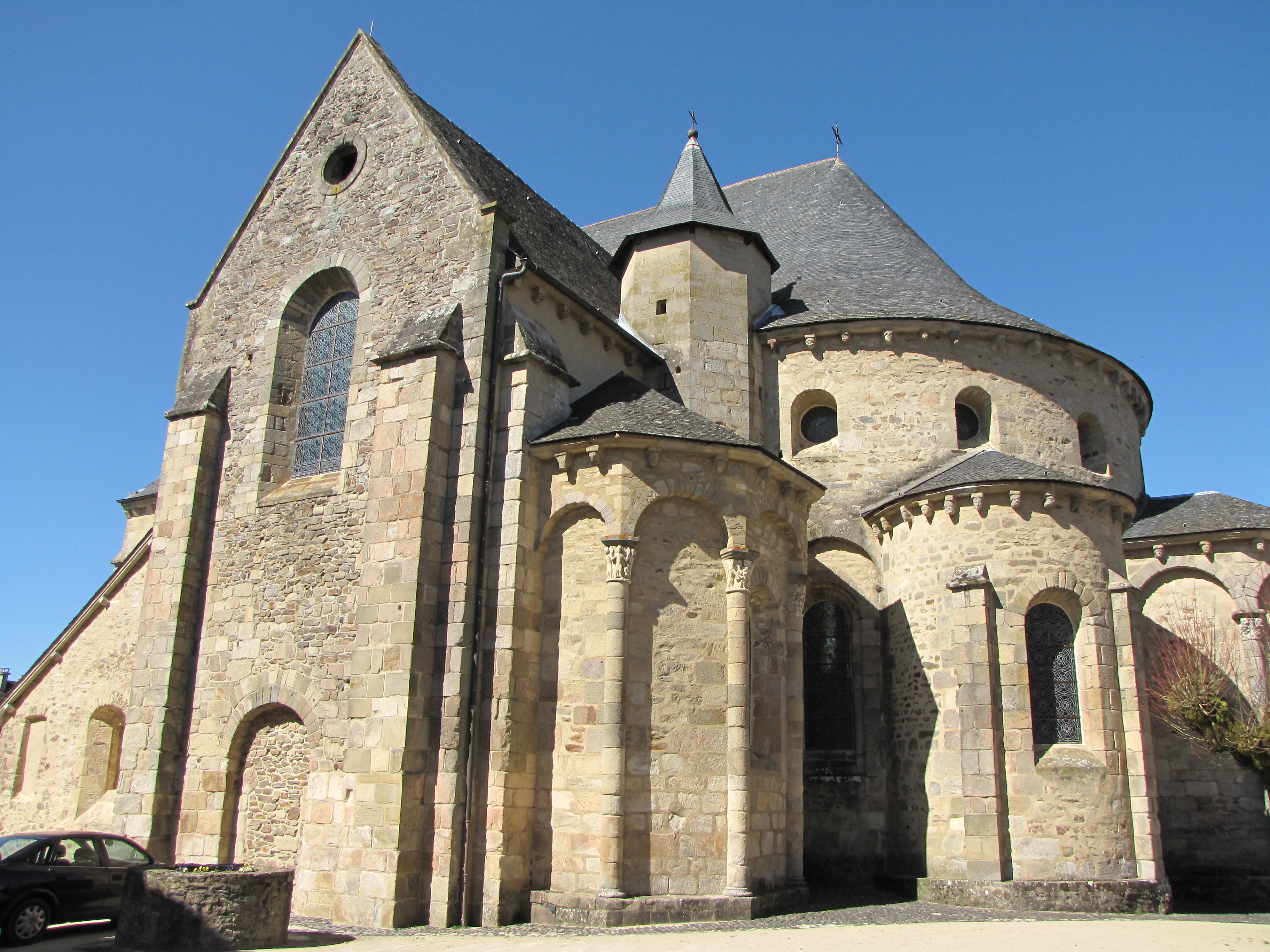
Abbatiale (Sud).
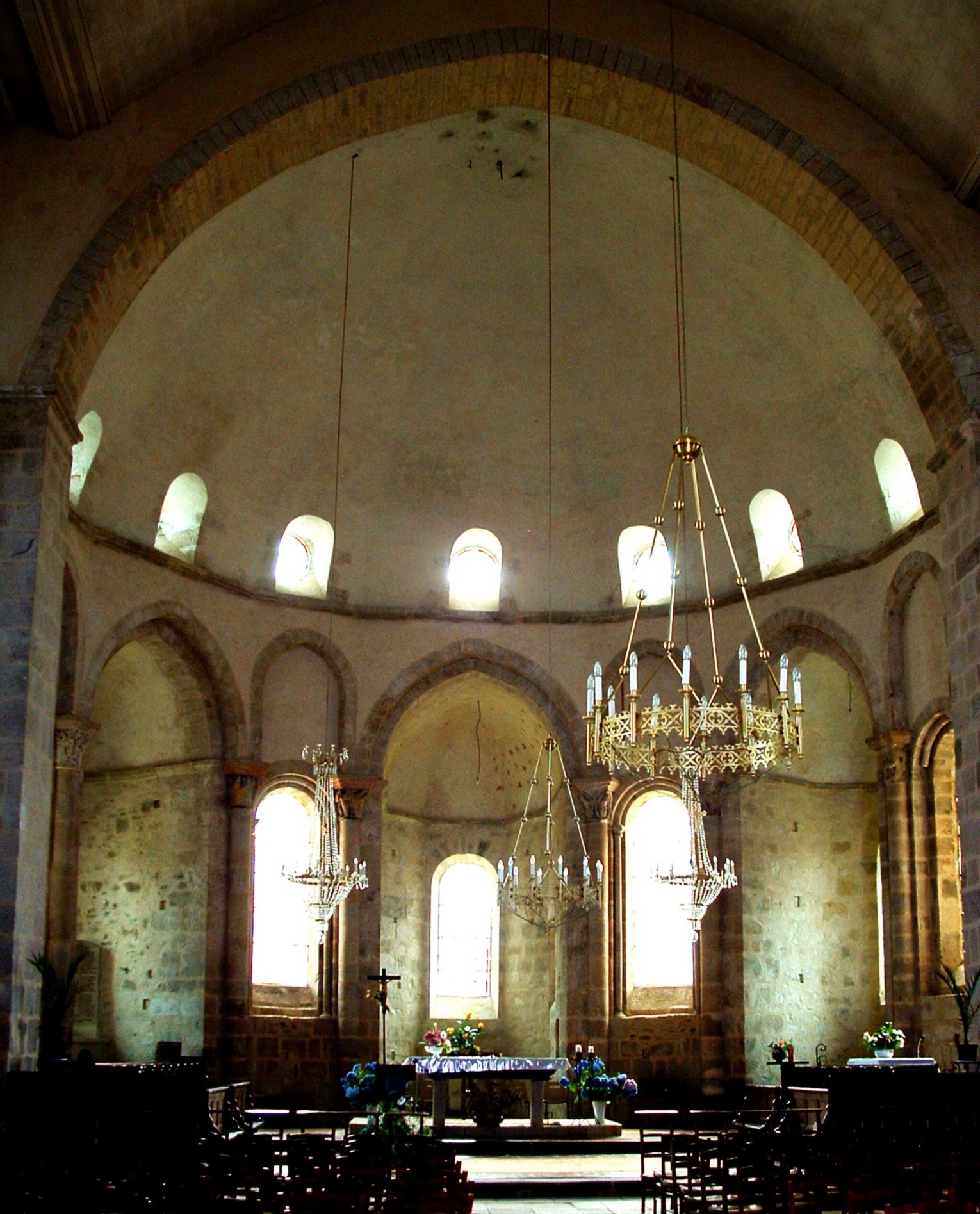
Chœur de l'abbatiale.

Lac de Pontcharal, Vigeois
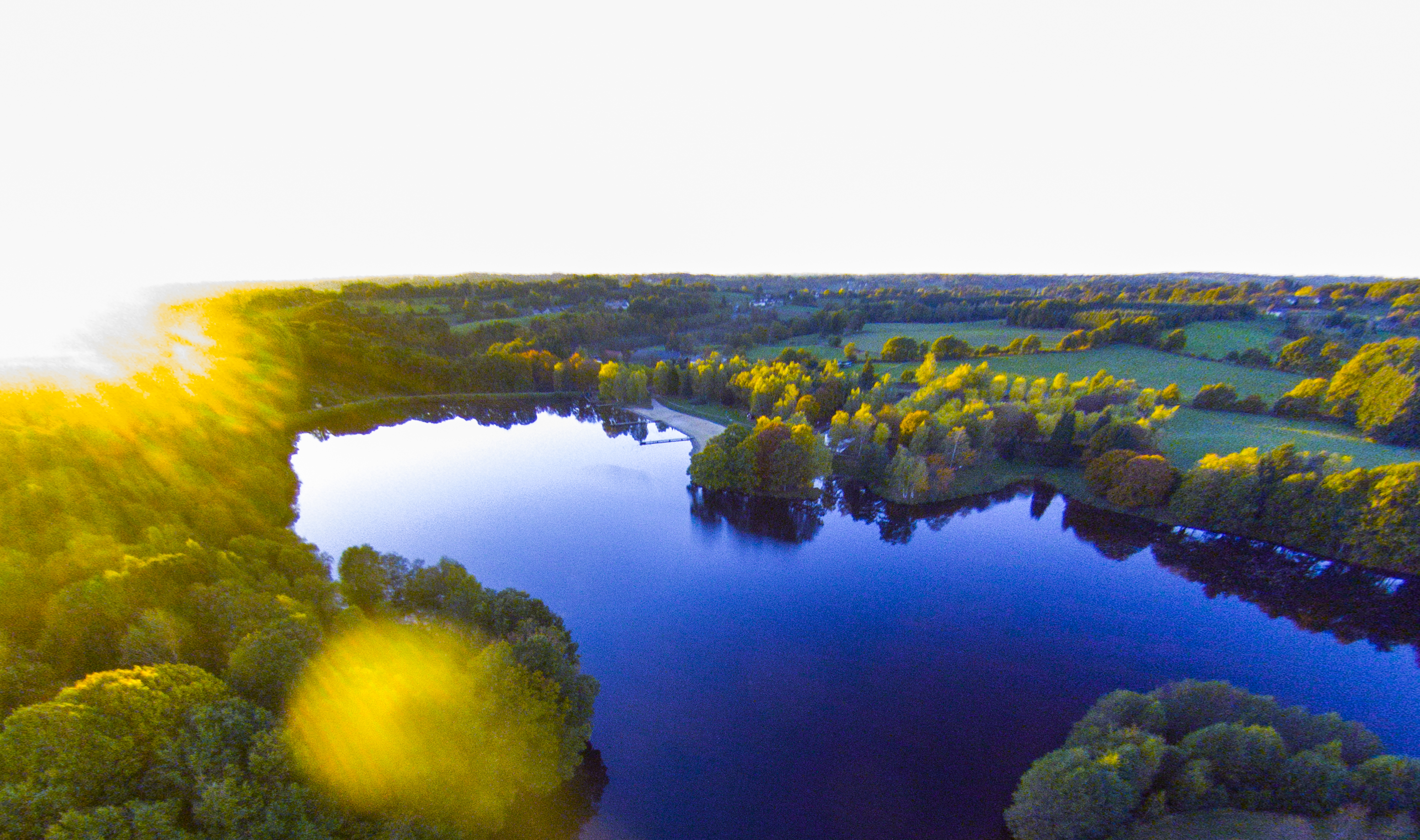
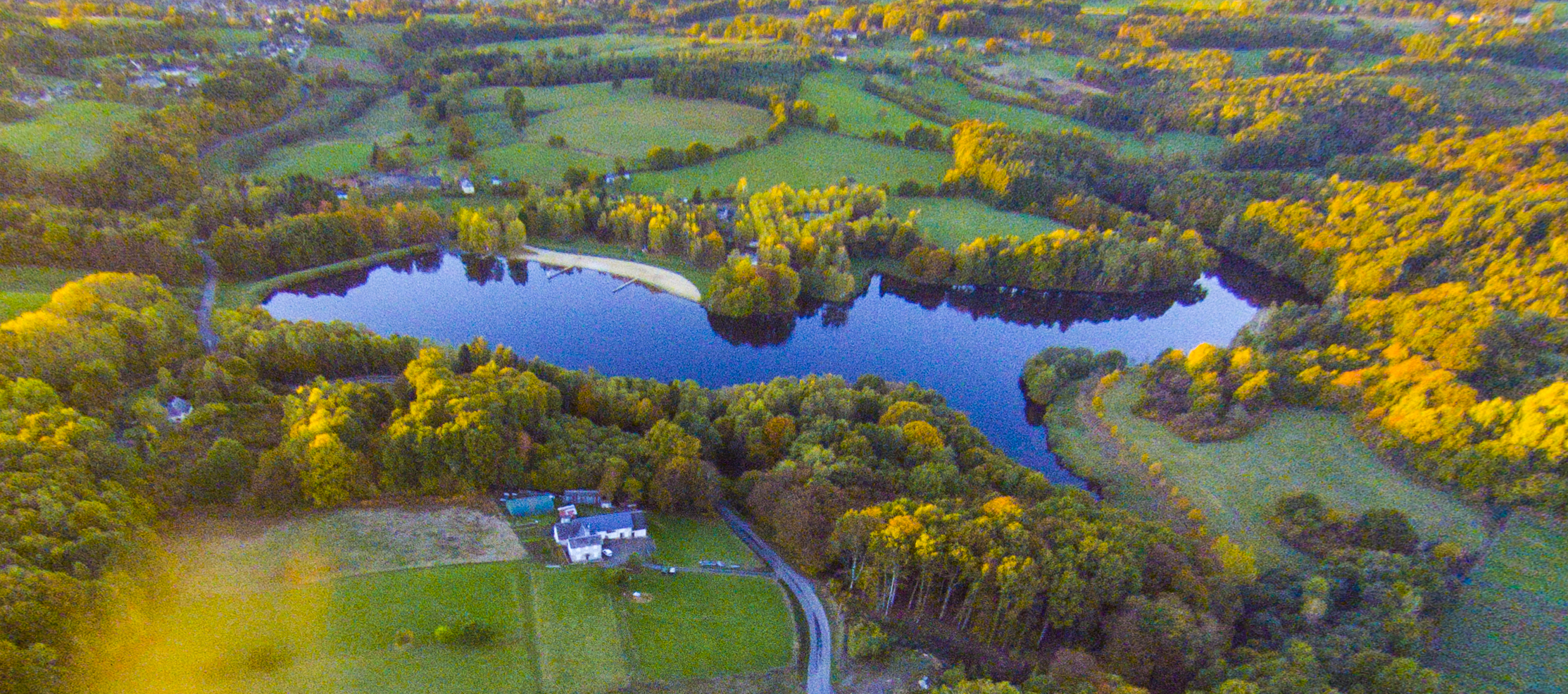
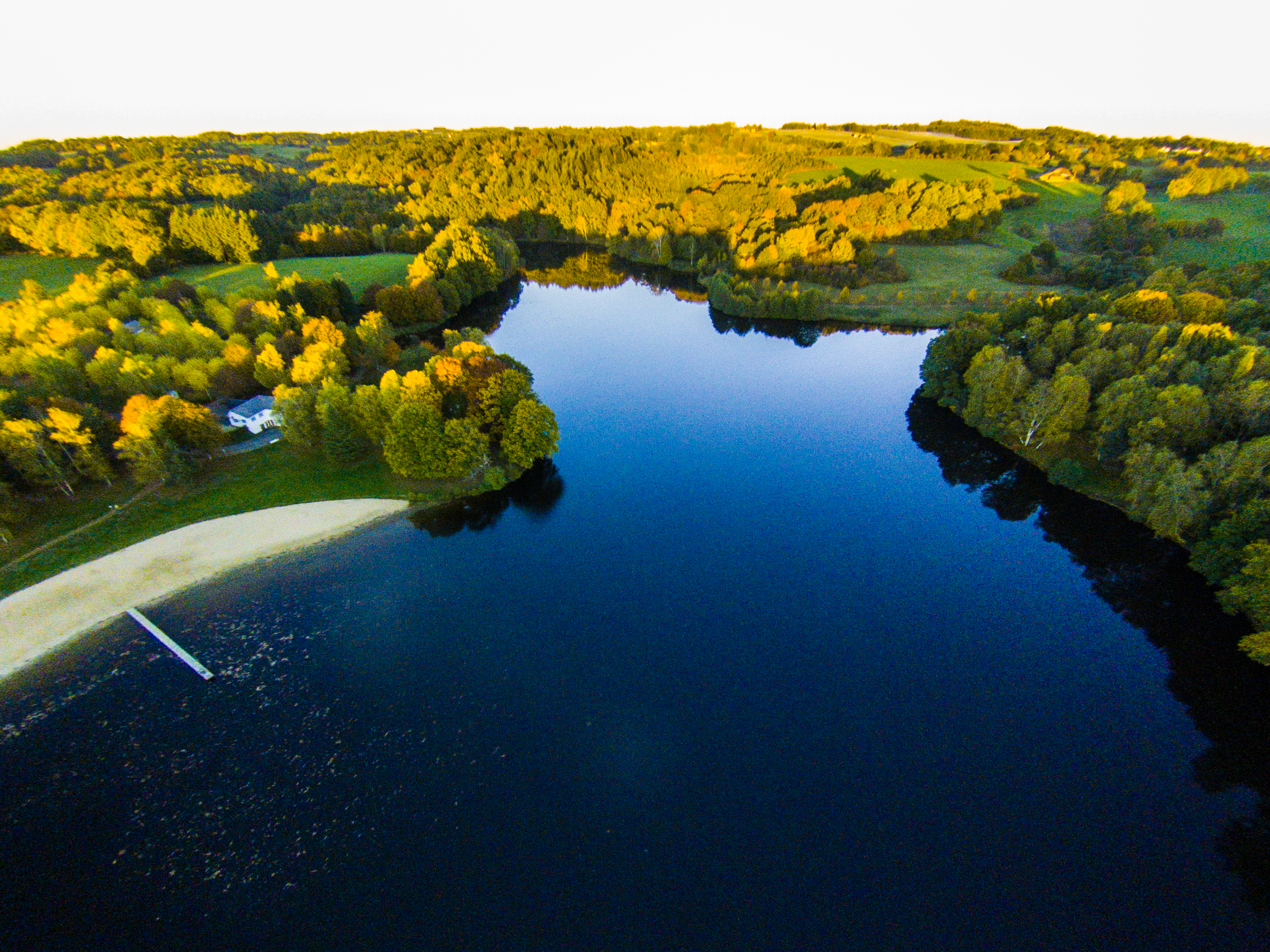
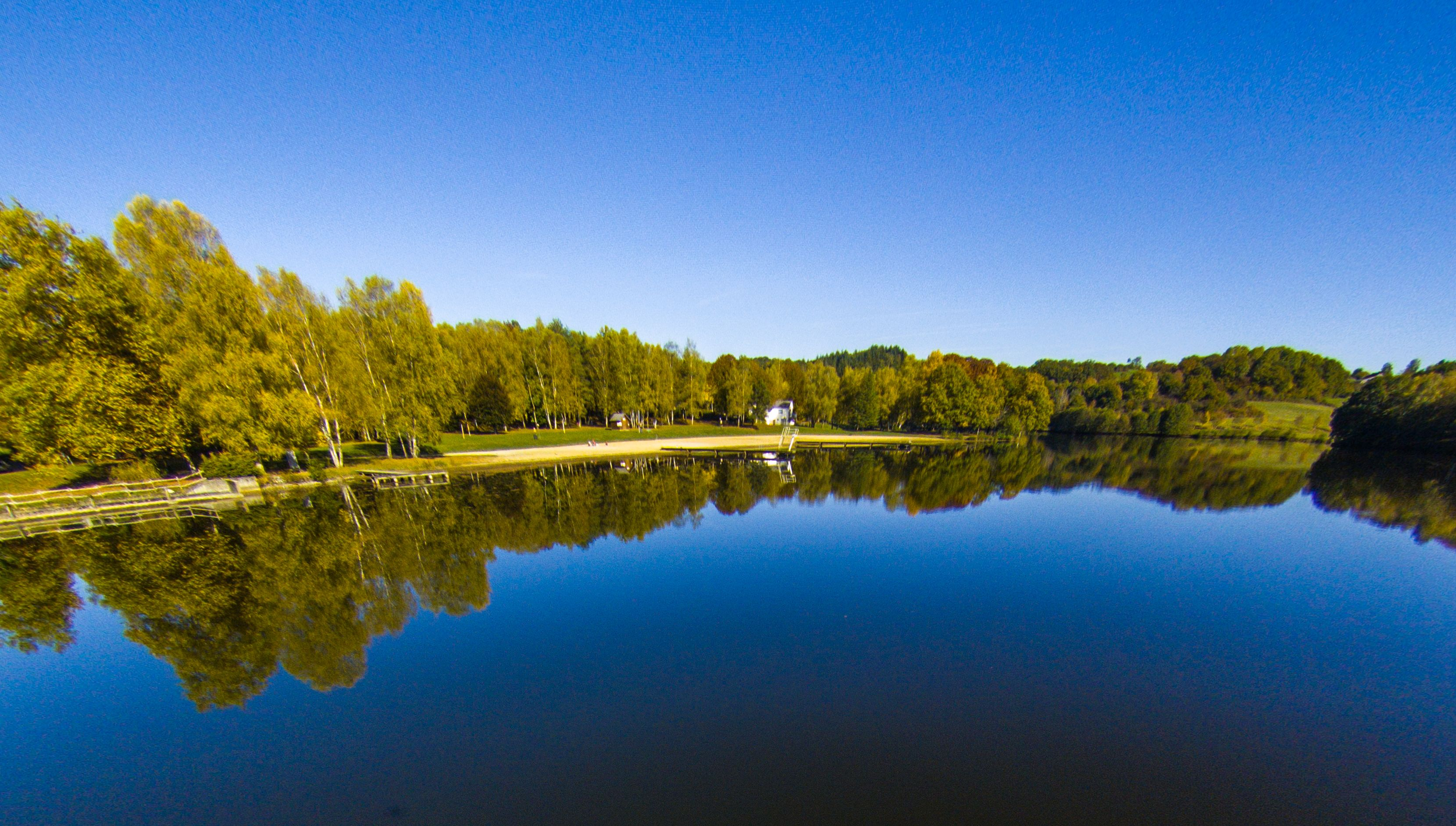
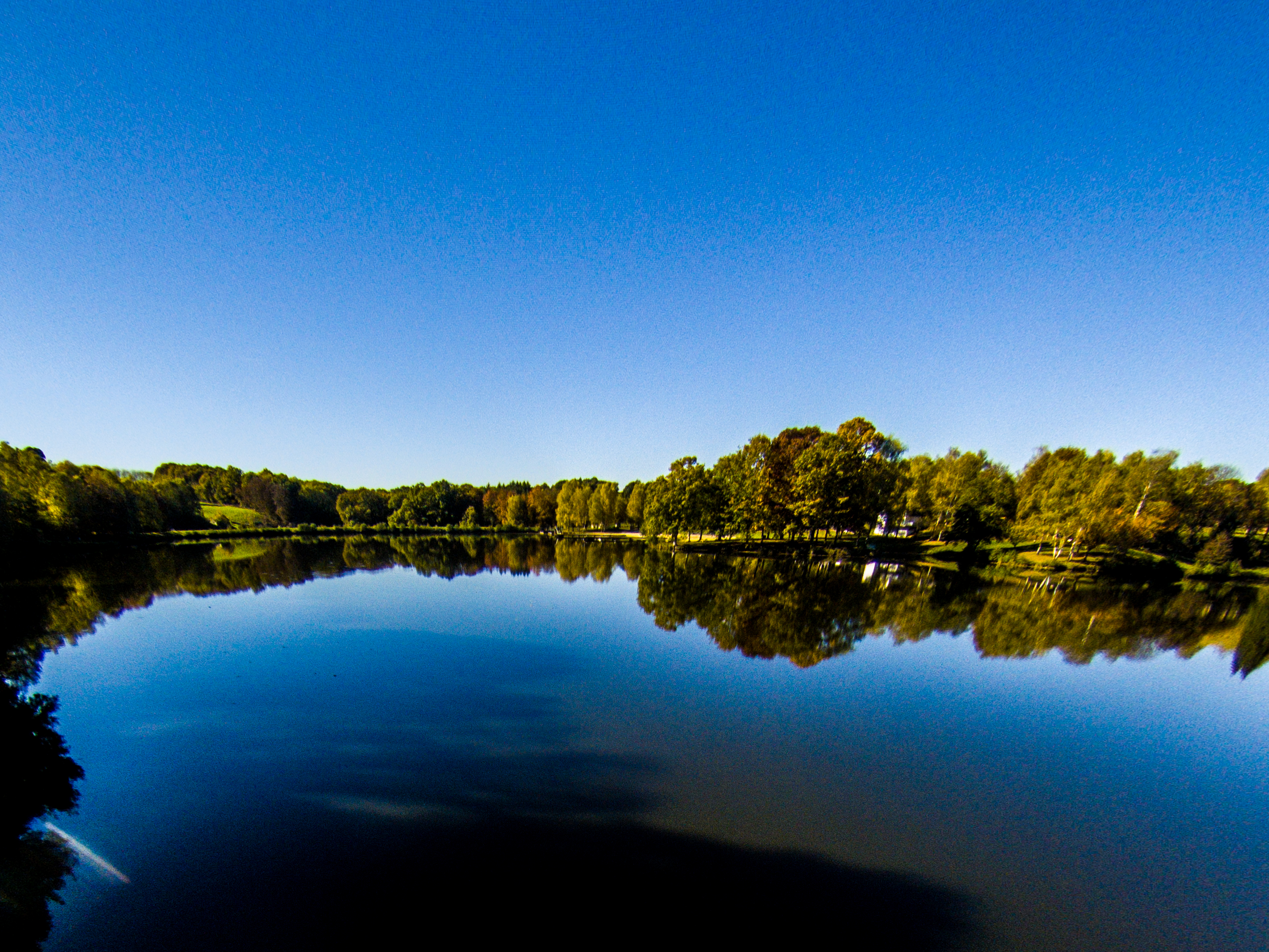

## Personnalités liées à la commune
- Geoffroy du Breuil, connu sous le nom de Geoffroy de Vigeois. Moine à abbaye bénédictine de Saint Martial de Limoges, puis abbé de Vigeois de 1170 à 1181. C'est à Vigeois qu'il écrivit sa Chronique, référence historique descriptive de cette époque.
- Pouch-Lafarge Charles Joseph Dorothée né à Vigeois le 31/5/1811 au lieu-dit L'Escurotte, décédé le 14 janvier 1840, avait épousé en secondes noces Marie Capelle (1816-1852). Elle fut soupçonnée, accusée par sa belle famille puis reconnue coupable par la justice de l'époque d'avoir empoisonné son époux.  Ce fut l'affaire Lafarge dont le procès fit l'objet de nombreux commentaires et qui sera à l'origine de nombreux ouvrages décrivant ou analysant l'affaire, ainsi qu'à des films de cinéma et de télévision.
- L'actrice Marcelle Praince est née à Vigeois en 1882.
- Marie-Rose Bouchemousse est née le 10 mai 1889 à Vigeois. Le 2 novembre 1943, elle devient la première femme maire en France, mais n'est pas élue. Elle accepte de prendre cette fonction en remplacement du maire nommé par le gouvernement de Vichy, Lardy Jules, démissionnaire, officiellement pour des raisons de santé. La population de Vigeois demeure reconnaissante du sang-froid, de la fermeté et de la persuasion dont elle a fait preuve le 11 juin 1944. Ce jour-là, un détachement allemand investit le bourg, bloque toutes les voies de communications routières. Les Allemands enjoignent, par haut-parleurs, aux habitants de se réunir, les hommes sur le champ de foire, les femmes place de la Mairie. Les Allemands visitent les maisons une à une. Elle s'est alors longuement entretenue à l'hôtel du Midi avec les officiers allemands en compagnie de M. Basty, son adjoint, le curé doyen Xavier Bourges, et un habitant vigeois, connaissant l'allemand, réclamé par Mlle Bouchemousse comme interprète. Les officiers ressortent apparemment apaisés de cette longue réunion. La population est relâchée, et tard dans la nuit, les troupes allemandes quittent les lieux sans grands dommages. Quelle frayeur rétrospective lorsque le lendemain ou le surlendemain les habitants apprennent le massacre d’Oradour-sur-Glane du 10 juin 1944. Marie Rose Bouchemousse est une des premières femmes françaises agrégées de littérature[33], docteure en philosophie et la première femme docteure en philosophie scolastique (théologie).

## Héraldique
| Blason de Vigeois | Blason  | Fascé d'argent et de gueules, les fasces d'argent chargées chacune de trois mouchetures d'hermine de sable. |
| Blason de Vigeois | Détails | Le statut officiel du blason reste à déterminer.                                                            |

## Vie locale

### Santé
- Maison médicale
- Maison de retraite médicalisée : Établissement d'hébergement pour personnes âgées dépendantes
- Maison d'accueil spécialisée

### Animations
- Fête votive annuelle (du vendredi au mardi, autour du premier dimanche d’août)
- Vide-grenier (le dimanche suivant la fête votive annuelle)
- Fête de la pomme et du boudin (le 1er novembre)